# 登上加略山 (丁托列托)
《登上加略山》（Salita al Calvario）是威尼斯画家丁托列托的一幅画作，绘制于1565-1567年，藏于威尼斯圣罗格大会堂阿尔伯戈厅（sala dell'Albergo）。丁托列托在这里完成了好几幅画作：天花板《圣罗格荣升天堂》、《钉十字架》、《登上加略山》、《看哪，这个人！》和《基督在彼拉多面前受审》。
这幅画描绘一个罕见的主题，此前在基督教肖像画中没有过这个主题。画中描绘通往加略山的道路，丁托列托选择了从下方观看的仰角，凸显道路的陡峭。在画面的上部，耶稣在十字架的重压下蹒跚而行。他的脖子上有一根绳子，由一名士兵拉着。从荆棘冠冕下面，从基督的额头流出血来。另外两个背十字架的人是小偷，将要和耶稣一起钉十字架。画面上部充满了强光。